# Only Prettier
«Only Prettier» —en español: «Sólo más bonita»— es una canción coescrita y grabada por la cantante de música country Miranda Lambert. Fue lanzado en julio de 2010 como el cuarto sencillo de su álbum Revolution. En diciembre de 2010, alcanzó una posición de número 12 en la lista Billboard Hot Country Songs de Estados Unidos, dando Lambert su séptimo Top 20 hit. La canción fue escrita por Lambert y Natalie Hemby.

## Contenido
«Only Prettier» es una canción de ritmo rápido en la clave de A♭ mayor respaldo de las guitarras eléctricas y acero y percusión. Narradora de la canción, una típica chica áspera y ruidosa country, se ve frente a frente con una chica de la ciudad - modelo delgada estereotipada («I got a mouth like a sailor and yours is more like a Hallmark card») (En español: «Tengo una boca como un marinero y el suyo es más como una tarjeta de Hallmark»). Aunque los versos de la canción encontrar el narrador que describe las diferencias entre los dos, ella ofrece en el coro que en realidad ambos tienen mucho en común («You got your friends, just like I got mine»)  (En español: «Tú tienes tus amigos, como yo tengo la mía») y que deben poner sus diferencias a un lado («So let's shake hands and reach across those party lines»).  (En español: «Así que vamos a dar la mano y llegar a través de esas líneas de fiesta»). Ella tiene la última palabra en, afirmando que «I'm just like you, only prettier» (En español: «[la chica country son] como tú, sólo más bonita»), pero en el último estribillo, ella dice «I'm just like you, only prettier» (En español: «Yo soy igual que tú, sólo más bonita»).
Lambert se refiere a la canción como su propio himno: «Es antagónica de una manera divertida, y me encantó la actitud detrás de él un poco le engaña, porque tiene realmente country, introducción y relajado, pero entonces es bolas de la pared del resto del camino. es tan divertido!».
La coescritora Natalie Hemby dijo a The Boot que ella y Lambert quería que la canción es «inteligente». Se refirió a las letras como «si fuera una bofetada en la cara, pero no se da cuenta. Es como esperar... acabas de insultarme?»

## Video musical
El video musical de «Only Prettier» fue dirigido por Trey Fanjoy y filmada en Joelton, Tennessee, en junio de 2010, y se estrenó en VEVO el 3 de agosto de 2010. Se cuenta con un tema de 1950 y cameos de su compatriota de artistas country como Kellie Pickler, Laura Bell Bundy, y Hillary Scott de Lady Antebellum. En el vídeo, Lambert y sus amigos retratan dos camarillas rivales que asistían a un salto del calcetín de la escuela secundaria. Los alter ego se muestran haciendo cosas tales como clavar el punzón, el relleno de sus sujetadores y el tabaquismo. En última instancia, los alter ego tienen un mal momento en la fiesta, mientras que Lambert, Pickler, Bundy y Scott se divierten toda la noche. Además, Lambert también se muestra tocando con su banda en el escenario en el evento.

## Posicionamiento en listas
| Listas (2010)                      | Mejor posición |
| ---------------------------------- | -------------- |
| Estados Unidos (Billboard Hot 100) | 61             |
| Estados Unidos (Hot Country Songs) | 12             |

### Posición fin de año
| Listas (2011)                | Posición |
| ---------------------------- | -------- |
| US Country Songs (Billboard) | 96       |